# Hagith
Hagith, op. 25, és una òpera en un acte composta el 1913 per Karol Szymanowski sobre un llibret en alemany de Felix Dörmann, basat en El llibre dels Reis. Es va estrenar el 13 de maig de 1922 al Gran Teatre de Varsòvia, dirigida per Emil Młynarski.
Va ser composta durant tot l'estiu i la tardor de 1911 a la seva casa familiar a Timòixivka.